# Любжа (гмина, Свебодзинский повет)
Любжа (пол. Lubrza) — сельская гмина (волость) в Польше, входит как административная единица в Свебодзинский повет, Любушское воеводство. Население 3310 человек (на 2004 год).

## Сельские округа
1. Борышин
2. Буче
3. Бучина
4. Любжа
5. Мостки
6. Нова-Вёска
7. Пшелазы
8. Старополе
9. Загуже

## Прочие поселения
1. Халупчин
2. Долиско
3. Яниславец
4. Ляски
5. Мрувчин
6. Романувек
7. Тычино
8. Загае

## Соседние гмины
1. Гмина Лагув
2. Гмина Мендзыжеч
3. Гмина Скомпе
4. Гмина Суленцин
5. Гмина Свебодзин